# 패트릭 스텝토
패트릭 크리스토퍼 스텝토 (Patrick Christopher Steptoe, 1913 6월 9일 ~ 1988년 3월 21일) 영국의 산과 여성의학과 의사로, 불임 치료의 선구자다. 생체외 수정을 개발하기 위해 생물학자이자 생리학자인 로버트 에드워즈와 간호사 Jean Purdy와 함께 일했다. 1978년 7월 25일 첫 시험관 아기 인 Louise Joy Brown이 태어났다. 에드워즈는 체외 수정의 개발에 대한 공로로 2010년 노벨 생리의학상을 수상했다. 스텝토는 노벨상이 사후에 수여되지 않았기 때문에 고려 대상이 아니다.
스텝토는 1969년 올덤 인간 재생산 센터 소장이 되었다. 그는 복강경 검사를 사용하여 자신의 자리를 임신의 마지막 희망으로 여기는 자원 봉사 불임 여성에게서 난자를 수집했다. 에디워즈와 Jean Purdy는 실험실 전문 지식을 제공했다. 이 기간 동안 그들은 그들의 작업에 대한 비판과 적대감을 견뎌야 했다. 마침내 1978년 Louise Brown의 탄생으로 모든 것이 바뀌었다. 그는 추가 비판에 직면했지만 다른 클리닉은 리드를 따를 수 있었고 환자는 응답했다. 늘어나는 환자 수를 수용하고 전문의를 훈련시키기 위해 그와 퍼디와 에드워즈 는 1980년 케임브리지셔에 본 홀 클리닉을 설립했으며 그 중 스텝토는 죽을 때까지 의료 책임자였다.